# Artistone
Artistone (Artystone) fou una princesa aquemènida filla de Cir II el gran i germana o germanastra d'Atossa.
Fou la muller de Darios I el Gran que la va estimar més que a cap altra de les seves dones i li va dedicar una estàtua d'or, segons l'historiador grec Heròdot. Va ser la mare d'Arsàmenes o Arsanes, de Gòbries (el mateix nom que el pare d'una altra de les esposes de Darios) i d'una filla, Artazostre.
Sembla que va ser una de les dones més influents de la cort aquemèrida. Les tauletes de Persèpolis indiquen que posseïa diversos pobles i terres a l'actual Fars. Sembla que organitzava grans banquets sola o de vegades junt amb el seu fill Arsames.